# Považský Inovec
Koordinaten: 48° 45′ N, 18° 0′ O

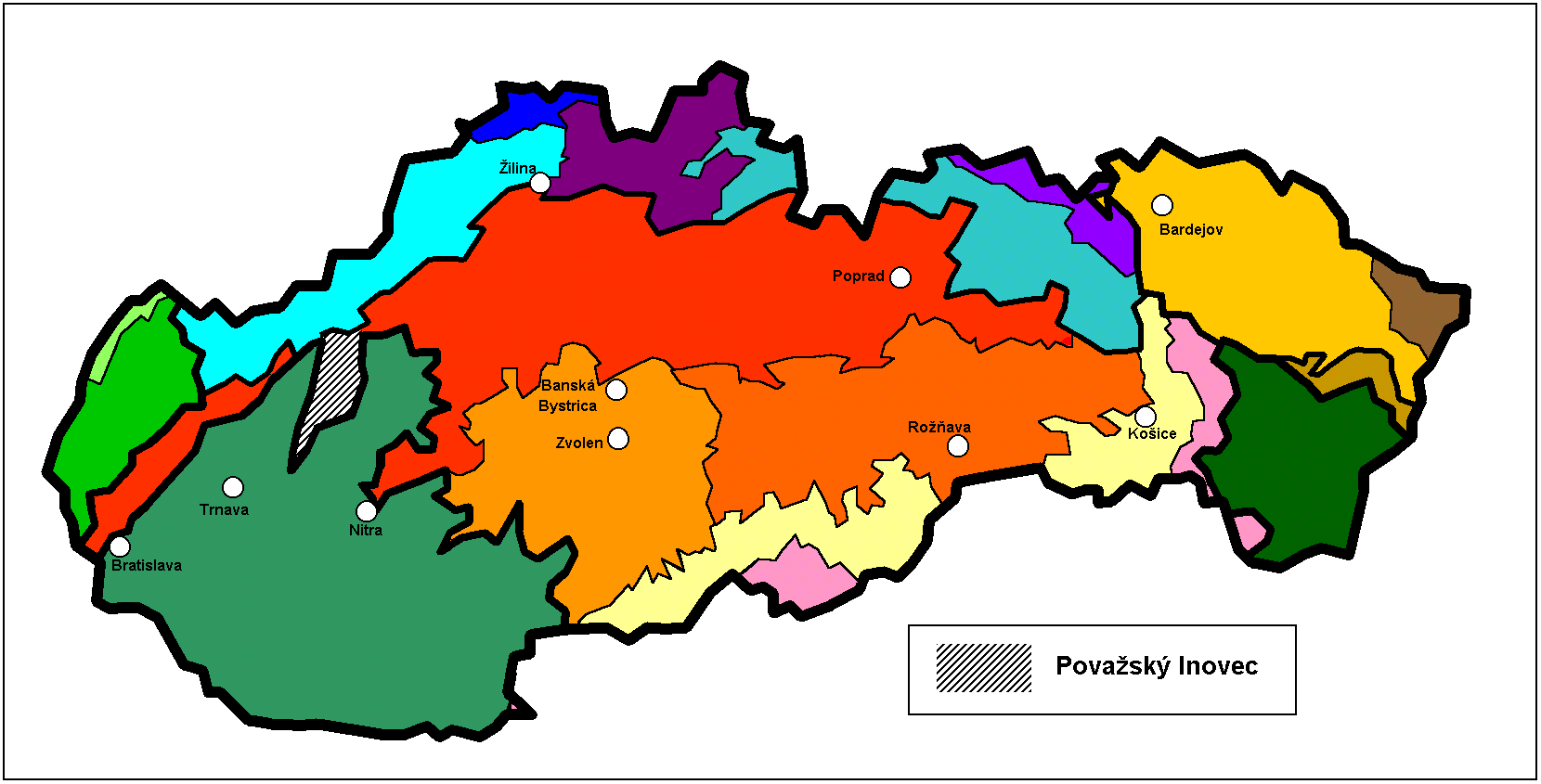
Der Považský Inovec innerhalb der Geomorphologischen Einteilung der Slowakei

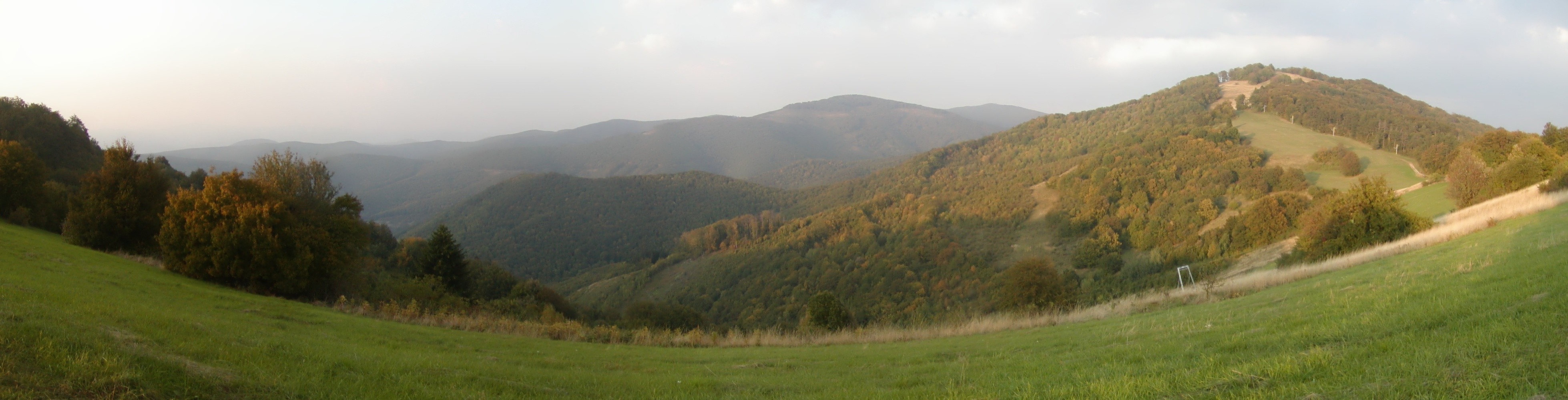
Landschaft des Považský Inovec in der Nähe des Berges Bezovec

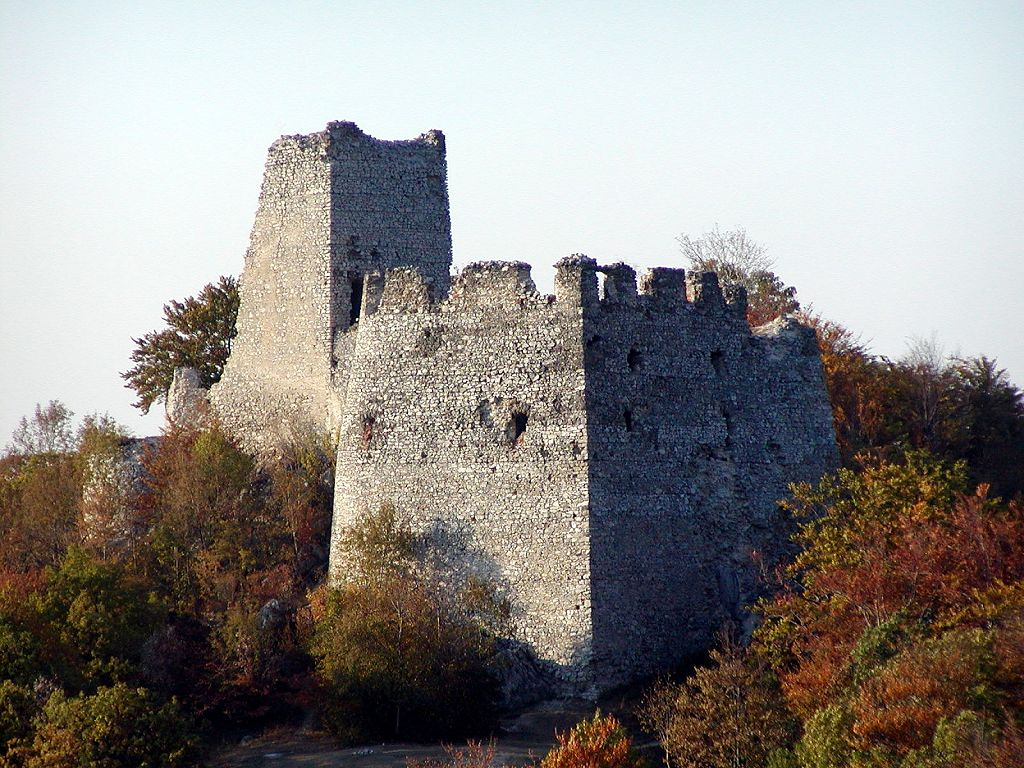
Burg Tematín

Der Inowetz (selten Freistädter Gebirge, slowakisch Považský Inovec) ist ein 48 Kilometer langes und 15 bis 25 Kilometer breites Gebirge in der Westslowakei.
Der Gebirgszug gehört zum westlichen Verlauf des Karpatenbogens, erstreckt sich im Süden von Hlohovec parallel zum Waagtal in nördliche Richtung bis südlich von Trenčín und ist fast zur Gänze bewaldet.
Seine höchste Erhebung ist der Inovec mit 1041 Metern Höhe.
Ein früher dem Vogelgebirge (Vtáčnik) zugerechneter Gebirgsstock östlich von Zlaté Moravce mit dem Velký Inovec als Hauptberg wird heute als Pohronský Inovec bezeichnet.